# Кочубей Дем'ян Васильович
Дем'ян Васильович Кочубей (22 листопада 1786 — 29 квітня 1859) — державний діяч часів Російської імперії українського походження, дійсний таємний радник (1846), сенатор, член Державної ради, походив з української шляхти, а саме з роду Кочубеїв.

## Життєпис
Дем'ян Кочубей був другим сином генерал-майора Василя Кочубея (1756–1800) і Олени Туманської (пом. 1836). Подружжя мало ще доньку Олену (1793–1863) і трьох синів: Василя (1784–1844), Олександра (1788–1866) і Аркадія (1790–1878).
Дем'ян Кочубей отримав домашню освіту, пізніше закінчив її в приватному пансіоні абата Ніколя Домініка.
У 1799–1809 служив у Колегії закордонних справ, в 1809–1811 — в Головному управлінні водяних і сухопутних шляхів сполучення.
У 1812 залишив місце чиновника особливих доручень при принці Г. Ольденбурзькому і вступив ротмістром до Гродненського гусарського полку і взяв участь у Французько-російська війна і в закордонному поході. Відзначився в битві біля села Батури і в боях при Лабіау, одним з перших вступив до Кенігсберга. При переправі через Віслу був поранений, але полк не покинув. Був нагороджений золотою шпагою «За хоробрість» за відміну в битві при Дрездені в 1813.
У 1817–1820 перебував при Олексії Аракчеєві.
У 1820, маючи вже чин полковника, вийшов у відставку і повернувся до громадянської служби.
У 1821–1825 — директор Державної комісії з погашення боргів; з 1833 — сенатор, з 1836 — член Комісії з побудови Ісаакіївського собору в Санкт-Петербурзі з господарської частини; в 1837 — член Тимчасової ради з управління Департаментом держ. майна, в 1837–1840 — член ради міністра держ. майна; з 1842 — член Державної Ради і Особливої комісії з розгляду нового Уложення про покарання в імперії і Царстві Польському (1844–1845); Комісії з розгляду зводу місцевих законів Остзейських губерній (1845); член Особливого комітету з розгляду і облаштування соляної частини в Російській імперії (1846–1849).
Постійним читанням Дем'ян Кочубей значно покращив свою освіту; у службовій діяльності відрізнявся невтомною відданістю справі і в той же час надзвичайною скромністю в оцінці своєї діяльності. З великим інтересом ставився до побуту селян і згодом мав нагоду застосувати свої знання з цього питання, коли, в останні роки його життя почалася підготовка до селянської реформи.

## Нагороди
- Орден Святої Анни 1 ступеня (1837)
- Орден Святого Володимира 2 ступеня (1839)
- Орден Білого орла (1846)
- Відзнака за XXXV років бездоганної служби